# Kalitris
Kalitris (lat. Callitris), rod golosjmemenjača iz Australije i Tasmanije. Smješten je u porodicu čempresovki a pripada mu 19 vrsta vazdazelenog drveća i vrelikih grmova.
Tipična vrsta je C. rhomboidea. Rod je opisan 1808.

## Vrste
1. Callitris acuminata (Parl.) F.Muell.
2. Callitris arenaria (C.A.Gardner) J.E.Piggin & J.J.Bruhl
3. Callitris baileyi C.T.White
4. Callitris canescens (Parl.) S.T.Blake
5. Callitris columellaris F.Muell.
6. Callitris drummondii (Parl.) Benth. & Hook.f. ex F.Muell.
7. Callitris endlicheri (Parl.) F.M.Bailey
8. Callitris macleayana (F.Muell.) F.Muell.
9. Callitris monticola J.Garden
10. Callitris muelleri (Parl.) Benth. & Hook.f. ex F.Muell.
11. Callitris neocaledonica Dümmer
12. Callitris oblonga Rich.
13. Callitris pancheri (Carrière) Byng
14. Callitris preissii Miq.
15. Callitris pyramidalis (Miq.) J.E.Piggin & J.J.Bruhl
16. Callitris rhomboidea R.Br. ex Rich.
17. Callitris roei (Endl.) Benth. & Hook.f. ex F.Muell.
18. Callitris sulcata (Parl.) Schltr.
19. Callitris verrucosa (A.Cunn. ex Endl.) R.Br. ex Mirb.